# Critica rațiunii pure
Critica rațiunii pure (ger. Kritik der reinen Vernunft) este una din lucrările cele mai importante ale lui Immanuel Kant, care cuprinde întreg spectrul filozofiei sale, opera sa capitală, în care cercetează bazele procesului de cunoaștere.
Kant încearcă să integreze într-o concepție unitară cele două poziții contrare ale teoriei cunoașterii din vremea sa, pe de o parte raționalismul lui René Descartes, pe de alta empirismul filozofilor englezi John Locke și David Hume. În acest scop, Kant face deosebirea între judecata analitică și cea sintetică. În cazul judecății analitice, adevărul derivă din analiza însăși a conceptului, fără a mai fi nevoie de un experiment, respectiv de o percepție sensorială. În situația în care o analiză rațională nu este suficientă pentru a extrage adevărul și este nevoie de o observație senzorială sau experiment, atunci avem de a face cu o judecată sintetică. Evident, toate cunoștințele valabile la un moment dat derivate din experiență au prin urmare un caracter sintetic. În continuare, Kant împarte judecățile în empirice sau a posteriori și judecăți a priori. Judecățile empirice sunt în întregime dependente de percepția senzorială, de ex.: afirmația: "acest măr este roșu". Dimpotrivă, judecățile a priori posedă principial o valabilitate independentă de cazul individual și nu sunt bazate pe observație senzorială, de ex.: "doi și cu doi fac patru" reprezintă o afirmație apriorică.
Kant susține că noțiunile de timp, spațiu și cauzalitate, care fundamentează legile ce guvernează relațiile lucrurilor dintre ele, nu sunt legate de obiectele din natură ci, dimpotrivă, ca pure forme apriorice, stau la baza capacității de cunoaștere a subiectului, fiind astfel transferate realității obiective. Spațiul, timpul și cauzalitatea sunt prin urmare forme care funcționează în procesul de percepție ca tipare, cu scopul de a ordona și structura toate impresiile senzoriale. "Lucrul în sine" (das Ding an sich), adică așa cum este în esența sa, nu poate fi cunoscut, pentru că subiectul intră doar în posesia impresiei asupra lucrului, a "fenomenului", a apariției senzoriale a "lucrului în sine", care singură poate fi percepută, spre deosebire de ceea ce Kant denumește noumen, care se sustrage capacității de cunoaștere. Această cercetare critică a condițiilor percepției și cunoașterii este denumită de Kant "filozofie transcendentală", filozofie care investighează premisele și limitele necesare la care este supusă cunoașterea subiectului.